# Station Wijchen
Station Wijchen is een spoorwegstation in het Gelderse Wijchen aan de Brabantse Lijn. Het station werd geopend op 4 juni 1881. De spoorlijn en het station werden tot 1892 geëxploiteerd door de Nederlandsche Zuid-Ooster Spoorweg-Maatschappij (NZOS). Het reizigersvervoer werd daarna overgenomen door de Nederlandse Spoorwegen.

## Stationsgebouw
Het eerste station was van het type Helvoirt en was gebouwd door de NZOS. Het was een laag gebouw met een woning en dienstlokalen. Dit station is in 1973 gesloopt. Dit type stationsgebouw stond ook in Geffen (gesloopt in 1971), Helvoirt (gesloopt in 1977) en Ravenstein (gesloopt in 1973).
De NS heeft in 1973 een nieuw station laten bouwen van het standaardtype Douma. Van dit type stationsgebouwen zijn er in totaal 17 gebouwd. Het eerste stationsgebouw van dit type werd bij Station Beilen gebouwd. Van de 17 zijn er reeds 6 gesloopt.

## Perroneiland
Tot en met 2011 bestond station Wijchen uit één eilandperron. Aan de noordzijde kunnen treinreizigers instappen in de richting naar Den Bosch en Dordrecht en aan de zuidzijde voor de stoptreinen naar Nijmegen. In verband met toenemende reizigersaantallen is aan de zuidzijde een apart perron aangelegd speciaal voor de treinen richting Nijmegen. Het eilandperron werd daarna nog gebruikt voor de treinen naar Den Bosch en Dordrecht. Medio 2014 is het oude eilandperron afgebroken en is er een heel nieuw eilandperron aangelegd in combinatie met de bouw van een keerspoor. Station Wijchen beschikt sindsdien over drie perrons. Perron 1 bevindt zich aan de noordkant van het eilandperron. Perron 2 bevindt zich aan de zuidkant van het eilandperron. Hier kan men instappen voor de richting Nijmegen. Perron 3 bevindt zich aan de zuidkant tegenover het eilandperron en ook hier kan men instappen voor de richting Nijmegen. Perron 2 grenst aan het keerspoor. Dit keerspoor is, in eerste aanleg, gerealiseerd voor een directe lijndienst naar Arnhem en Zutphen. Vanaf begin oktober 2014 werd het in gebruik genomen voor één spitstrein naar Nijmegen om de drukte op te vangen. Met ingang van de dienstregeling 2015 ging er een vaste spitstrein Nijmegen - Wijchen rijden.

## Treinenloop
In Wijchen stoppen de volgende treinseries:
| Serie | Treinsoort    | Route                                                                                 | Bijzonderheden |
| ----- | ------------- | ------------------------------------------------------------------------------------- | --- |
| 6600  | Sprinter (NS) | Dordrecht – Breda – Tilburg – 's-Hertogenbosch – Wijchen – Nijmegen – Arnhem Centraal | Rijdt alleen doordeweeks tot 19:00 uur tussen Nijmegen en Arnhem Centraal v.v.                                                                               |
| 7600  | Sprinter (NS) | Wijchen – Nijmegen – Arnhem Centraal – Dieren – Zutphen                               | 's Avonds na 20:00 uur en op zondag wordt er niet tussen Nijmegen en Wijchen v.v. gereden en wordt 1x per uur gereden tussen Arnhem Centraal en Zutphen v.v. |

## Aansluitend vervoer
Bij het station ligt een bushalte, waar zes lijnen van Breng (Hermes) stoppen:
| Lijn | Route | Soort     | Bijzonderheden                          |
| ---- | --- | --------- | --------------------------------------- |
| 15   | Lent Thermion Oost - Lent - Waalkade - Nijmegen CS - Heyendaal - CWZ - Station Nijmegen Dukenburg - Station Wijchen - Wijchen Zuid - Wijchen Noord - Wijchen West | Stadsbus  |                                         |
| 65   | Wijchen Mozaïek - Station Wijchen - Bijsterhuizen (viaduct) - Beuningen                                                                                           | Streekbus | Rijdt niet 's avonds en in het weekend. |
| 561  | Station Wijchen - Alverna - Nederasselt - Overasselt - Heumen - Malden                                                                                            | Buurtbus  | Rijdt niet 's avonds en in het weekend. |
| 563  | Wijchen Mozaïek - Station Wijchen - Leur - Hernen - Bergharen - Batenburg                                                                                         | Buurtbus  | Rijdt niet 's avonds en in het weekend. |
| 565  | Wijchen Mozaïek - Station Wijchen - Bijsterhuizen (viaduct) - Beuningen                                                                                           | Buurtbus  | Rijdt niet 's avonds en in het weekend. |
| 568  | Wijchen Mozaïek - Station Wijchen - Balgoij - Nederasselt - Grave - Escharen                                                                                      | Buurtbus  | Rijdt niet 's avonds en in het weekend. |

## Faciliteiten
Sinds een paar jaar is de ticket- en servicebalie op dit station gesloten, waardoor de kaartverkoop enkel via kaartautomaten verloopt. In het stationsgebouw zaten tot de zomer van 2013 een VVV informatiepunt en een kiosk. Naast consumpties was het mogelijk om maaltijden af te halen.
Eind juli 2013 werd het faillissement uitgesproken van de stichting 't Goede Spoor die tot dan toe het stationsgebouw beheerde. Het gebouw werd per direct gesloten. Sinds oktober 2014 is het stationsgebouw volledig gerenoveerd, gelijk met de aanleg van het keerspoor. In het stationsgebouw zit nu een taartenwinkel.

## Materieel
Tijdens de invoering van het treintype SGMm (sprinter) in 2010 ontstonden er grote capaciteitsproblemen doordat er vaak met te korte treinen werd gereden. Gedurende de spits vielen er mensen flauw of moesten reizigers achterblijven op het station. Door deze aanhoudende problematiek in 2011 en 2012 heeft de NS in dienstregeling 2013 de sprinters gedeeltelijk te vervangen door dubbeldeks stoptreinen van het type DD-AR. Deze treinen kunnen in vergelijking met de sprinters grotere groepen reizigers vervoeren. Medio mei 2013 heeft NS besloten om de DD-AR treinen landelijk uit dienst te halen om ze om te bouwen tot DDZ treinen, de Dubbeldekker Zonering. Deze treinen reden vooral in dienstregeling 2014. In dienstregeling 2015 werd er met 4 verschillende treintypes gereden: Mat '64, DD-AR, SGMm en incidenteel SLT. Ook werd in het najaar van 2015 de VIRM of de DDZ ingezet, vanwege te kort aan materieel. De Mat '64 is wegens het beëindigen van de revisietermijn geleidelijk uit dienst gehaald. Sinds dienstregeling 2017 wordt er met 2 treintypes gereden: de FLIRT en SNG van de NS.

## Faciliteiten op het station
Op station Wijchen kan gebruikgemaakt worden van kaartautomaten, fietskluizen, onbewaakte fietsenstallingen, stads- en streekvervoer en men kan er gratis parkeren. Recentelijk is er aan de zuidzijde van het perron een parkeergarage gerealiseerd en wordt de gehele stationsomgeving opgeknapt.

## Uitbreiding treindienst
In verband met toenemende reizigersaantallen en overvolle treinen is besloten om de frequentie van de treinverbinding richting Nijmegen te verdubbelen. Tot eind 2014 stopte op station Wijchen enkel de sprinter Nijmegen - 's-Hertogenbosch - Deurne v.v.. Wegens grote drukte op station Wijchen was vanaf oktober 2014 een extra sprinter toegevoegd richting Nijmegen. Met ingang van dienstregeling 2015, per december 2014, waarbij het nieuwe station Nijmegen Goffert is geopend, is in de spitsuren 2x per uur een sprinter tussen Wijchen en station Nijmegen toegevoegd. Op termijn moet deze trein door gaan rijden naar station Arnhem Centraal.
Om deze frequentieverdubbeling mogelijk te maken is in de zomer van 2014 een, zogenaamd, keerspoor gerealiseerd. Dit keerspoor en het spoor naar Den Bosch, is iets naar het noorden verschoven en het hek aan de zuidzijde van het eilandperron is verwijderd. Tussen het eilandperron en het spoor naar Nijmegen is een kopspoor aangelegd. Dit houdt in dat er treinen op het station zullen kunnen keren. Hierdoor kan de reiziger viermaal per uur reizen tussen Wijchen en Nijmegen. Naar 's-Hertogenbosch en Deurne blijft de frequentie van 2 keer per uur bestaan. Het verlangen van de gemeente Wijchen, om de intercity Zwolle - Roosendaal tijdens het spitsuur te laten stoppen, werd niet ingewilligd.

## Parkeergarage
In 2017 is er een parkeergarage aangelegd aan de zuidzijde van het station. De nabijgelegen cafetaria is hierbij verhuisd naar een andere locatie. De parkeergarage telt twee lagen, een voor auto's en het bovendek voor fietsen.

## Ontwikkeling aantal reizigers
Het aantal door NS vervoerde reizigers (per gemiddelde werkdag) ontwikkelde zich sedert 2019 als volgt:
| Jaar | Aantal reizigers |
| ---- | ---------------- |
| 2019 | 4.762            |
| 2020 | 2.105            |
| 2021 | 2.370            |
| 2022 | 3.491            |
| 2023 | 3.890            |
| 2024 | 3.915            |

## Afbeeldingen

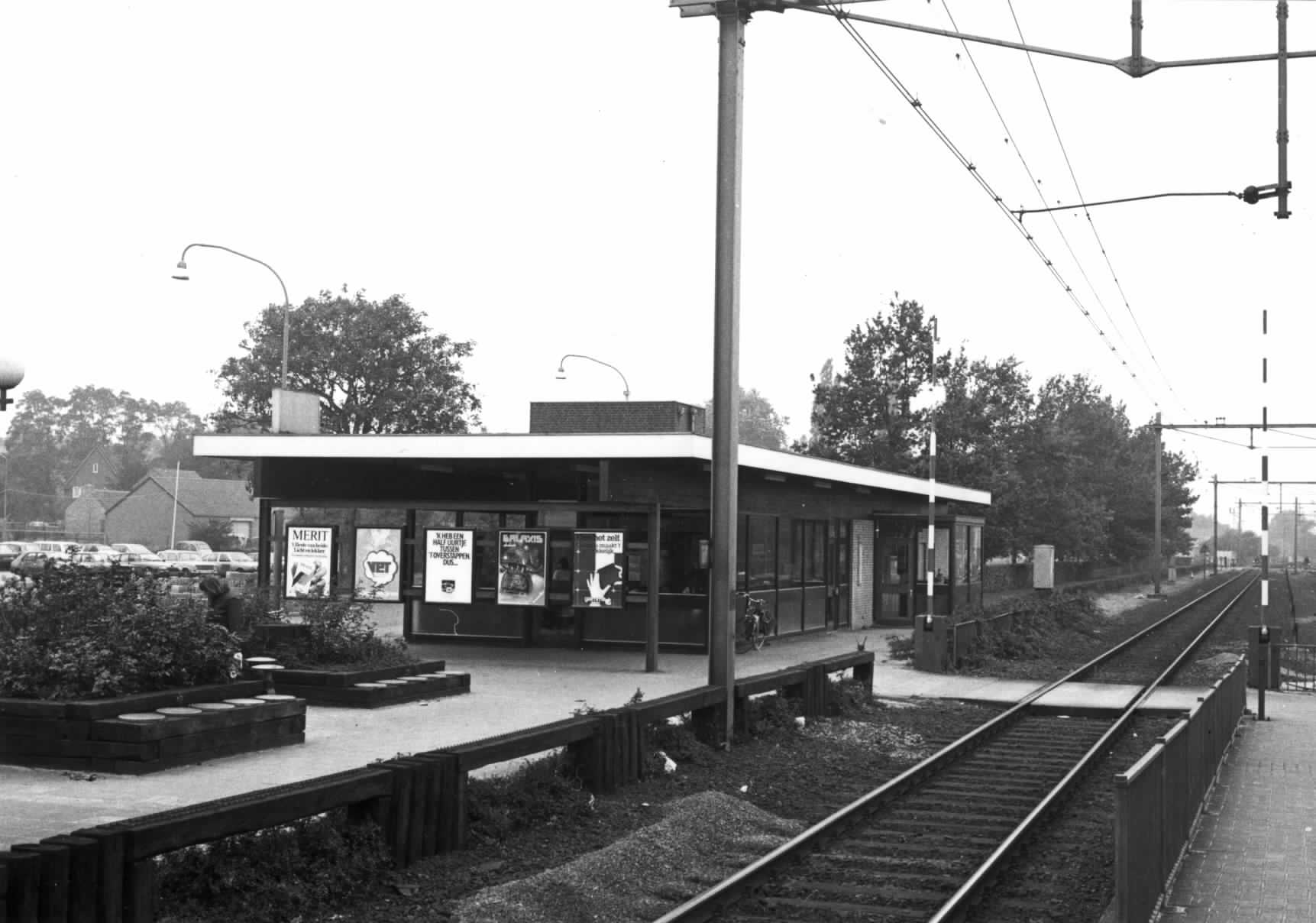
Station in 1980-1981
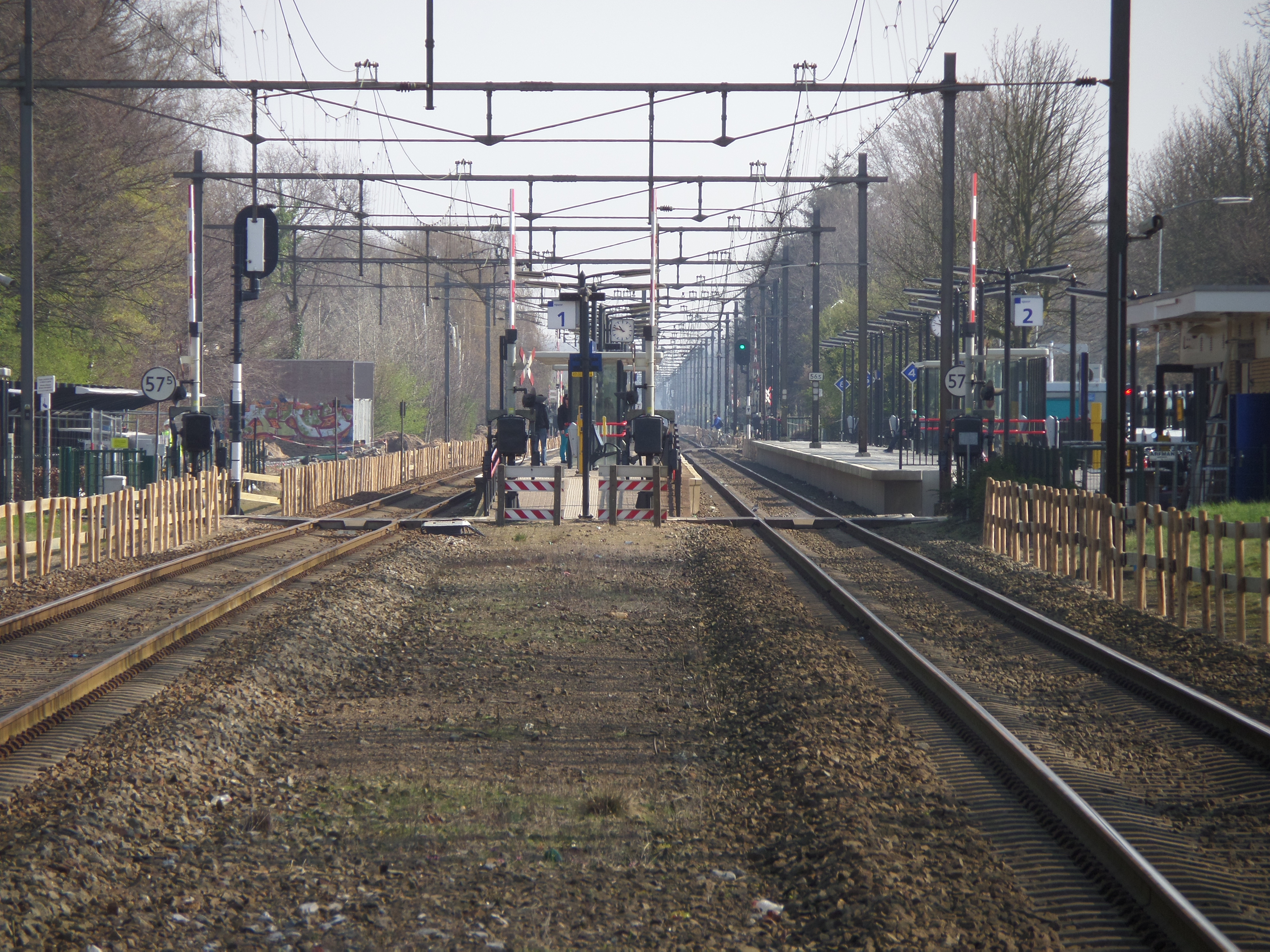
Perrons (2014)
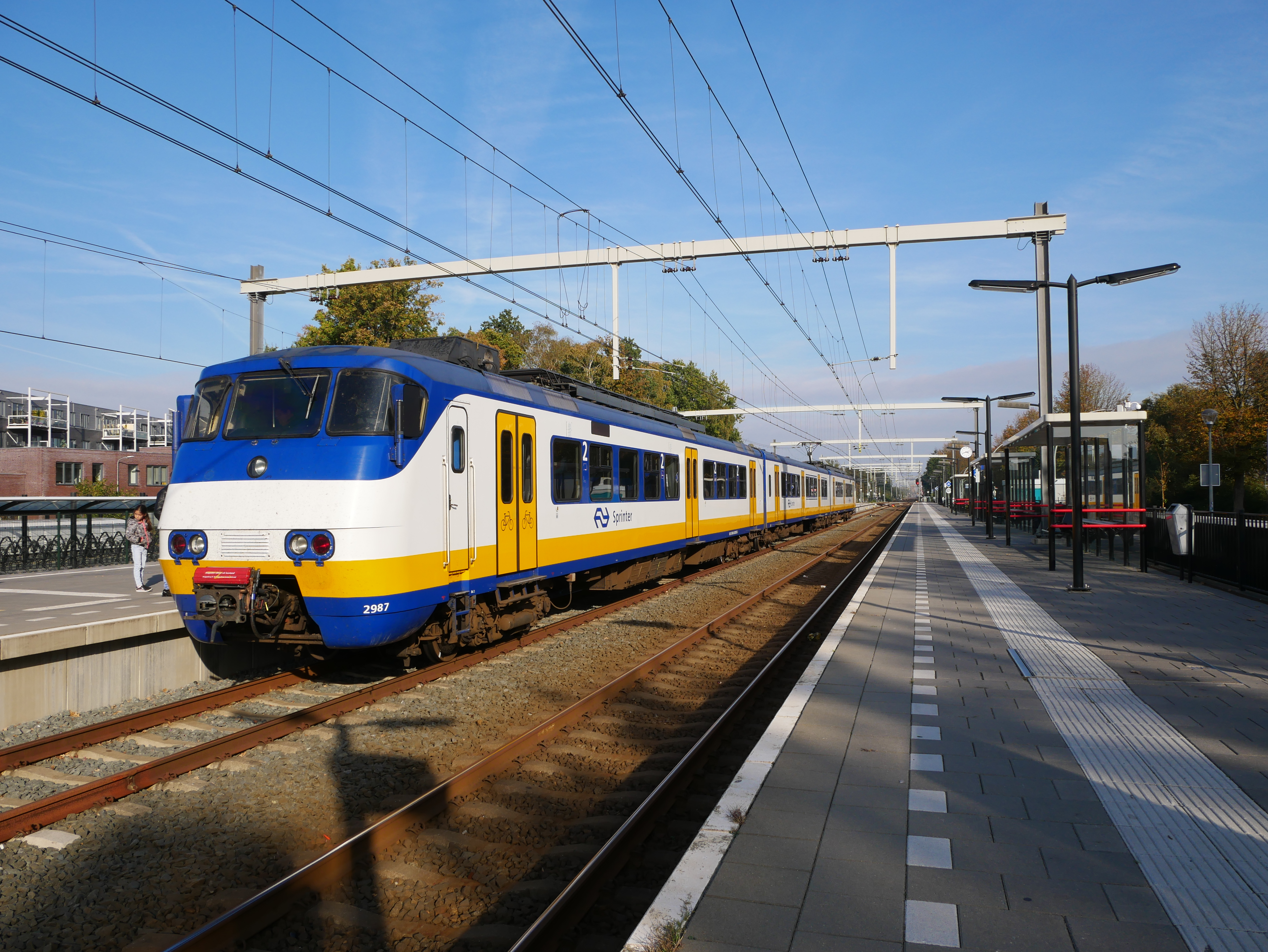
Treinstel 2987 (SGMm) op station Wijchen
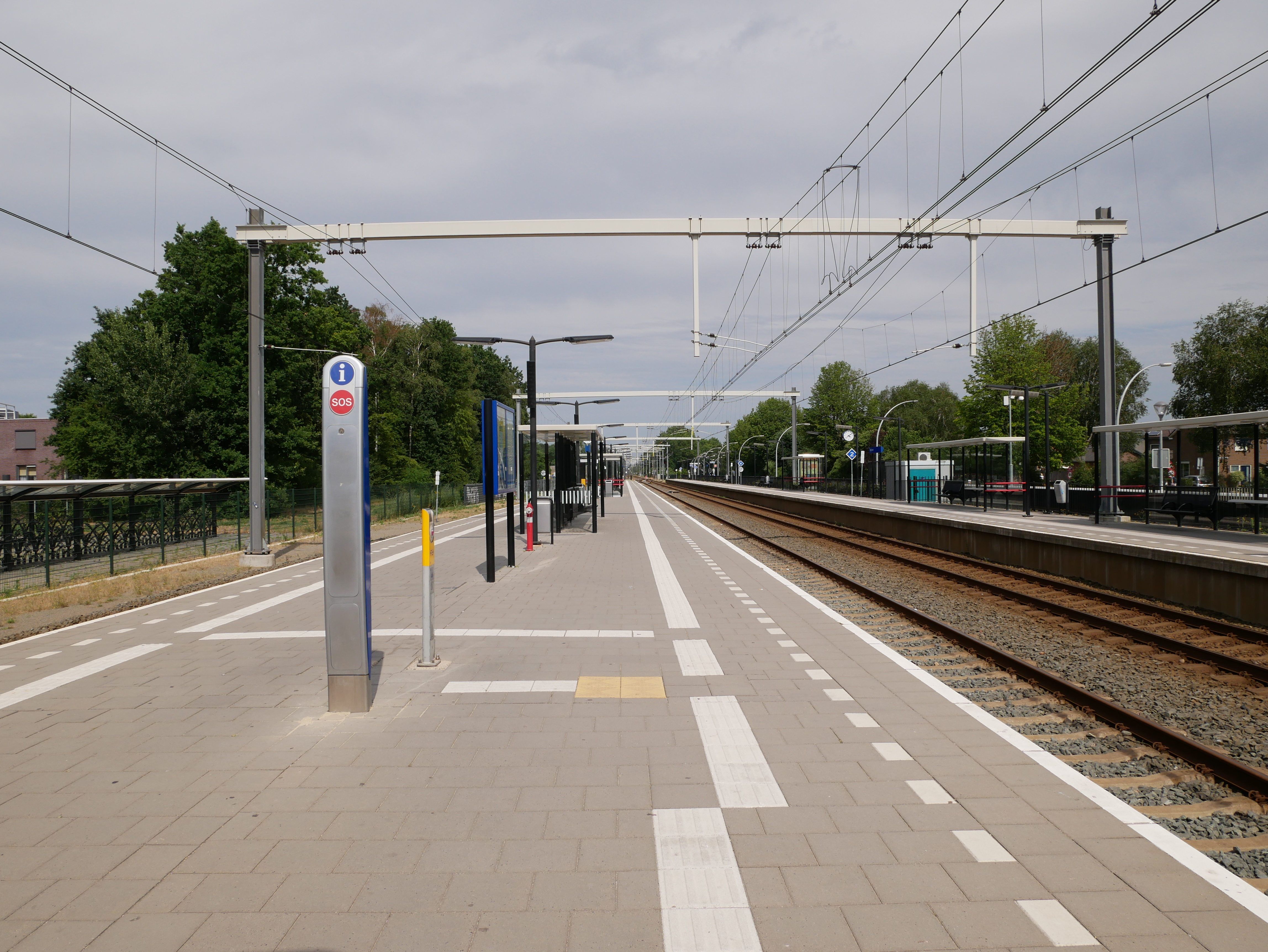
Perrons (2019)
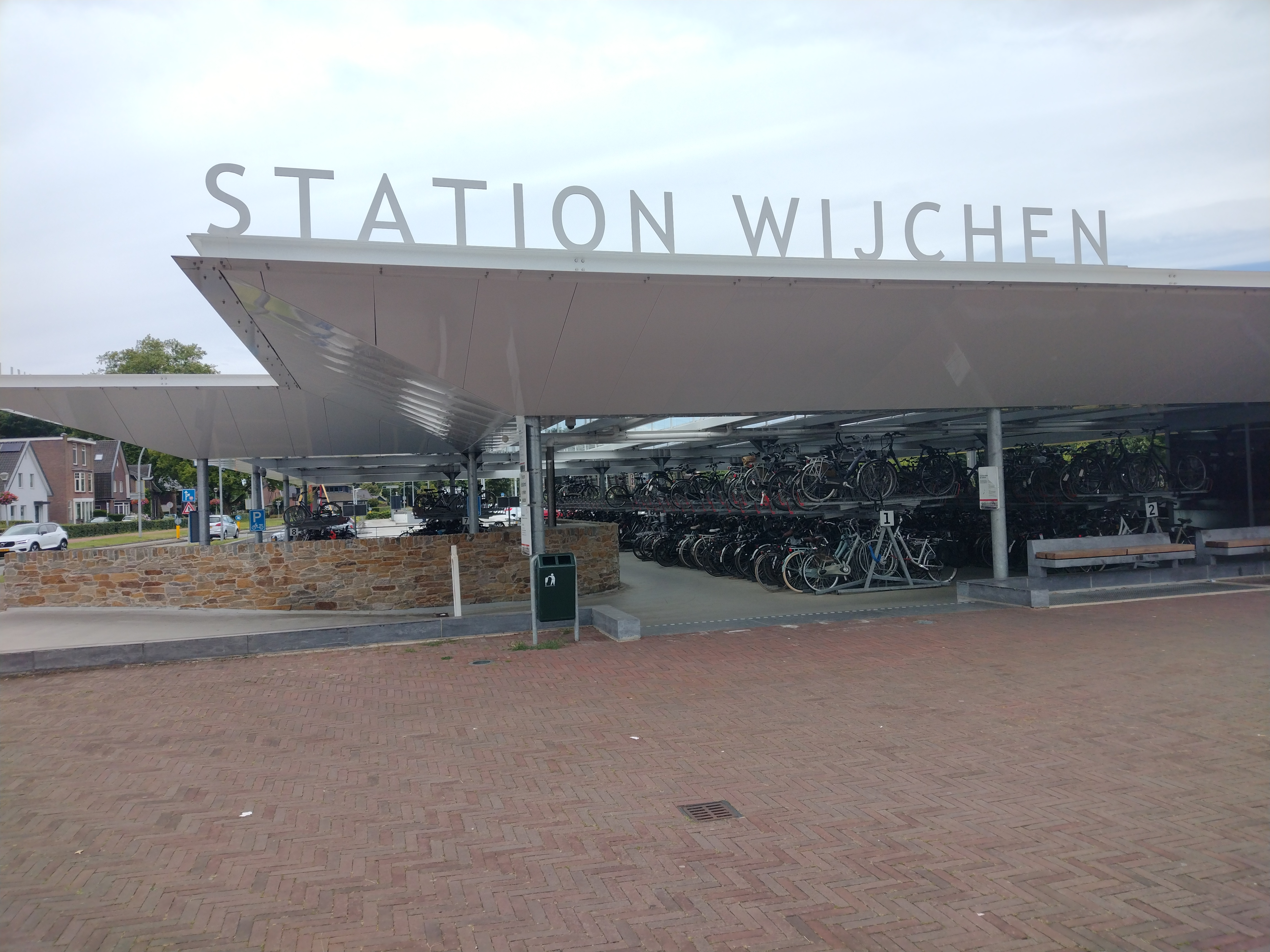
Fietsenstalling
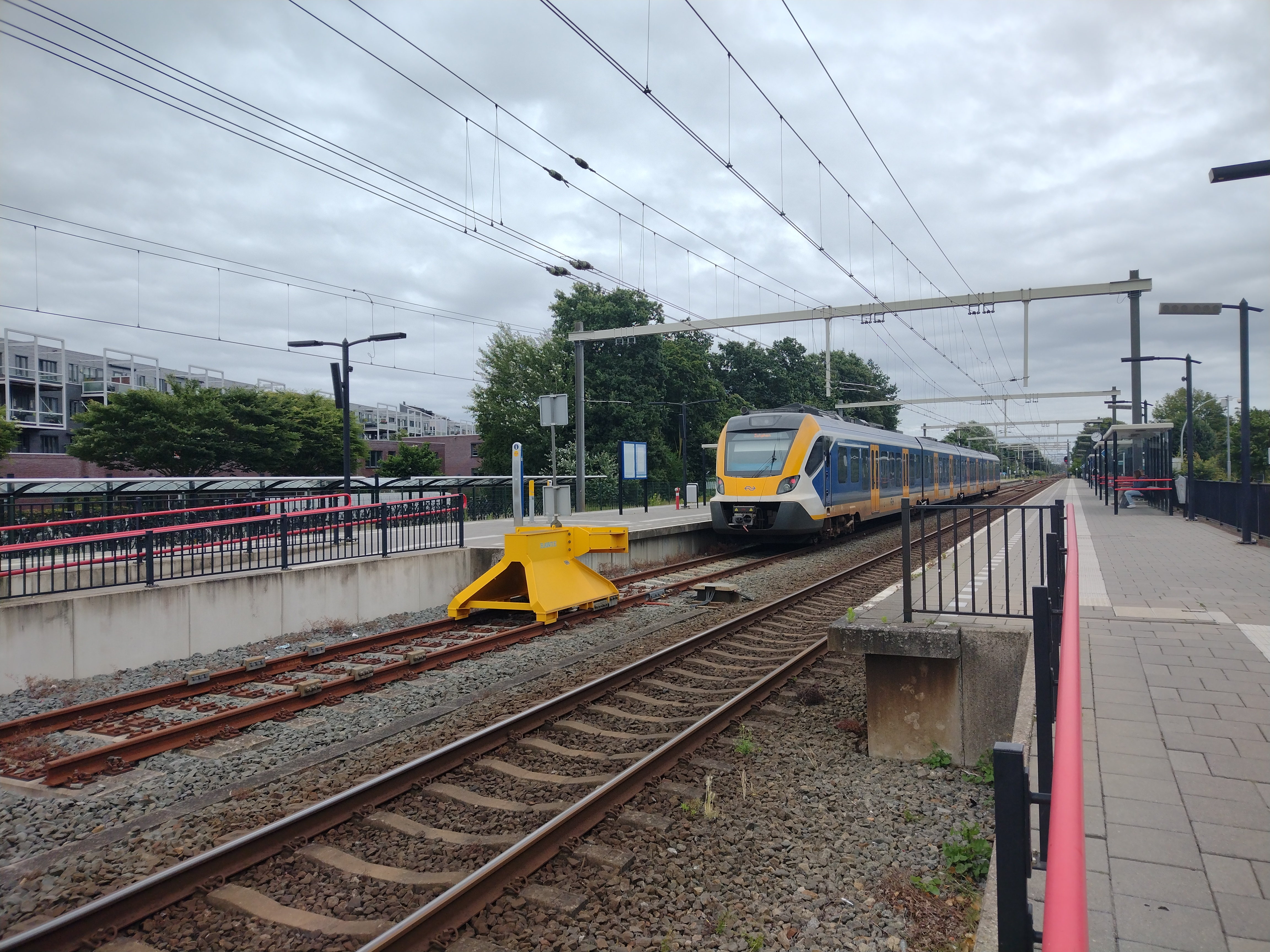
SNG op het station